# Plectrohyla cembra
Plectrohyla cembra är en groddjursart som först beskrevs av Caldwell 1974.  Plectrohyla cembra ingår i släktet Plectrohyla och familjen lövgrodor. IUCN kategoriserar arten globalt som akut hotad. Inga underarter finns listade i Catalogue of Life.